# Karol Štúr
Karol Štúr (Trenčín, 25 marzo 1811 – Modra, 13 gennaio 1851) è stato un poeta, pastore protestante e insegnante slovacco. Adottò anche gli pseudonimi Drahotín spod Rokoše e Drahotín Štúr.

## Biografia
Era il figlio primogenito dell'insegnante Samuel Štúr e di sua moglie Anna, nata Michalcová e fratello del personaggio principale del Risorgimento slovacco Ľudovít Štúr. Crebbe a Uhrovec, frequentò il ginnasio a Győr, a Sopron e proseguì gli studi al liceo evangelico di Presburgo, l'odierna Bratislava, terminandovi gli studi nel 1833. Nel 1829 aveva fondato a Presburgo la Società ceco-slovacca (Společnost česko-slovanská) insieme a Samo Chalupka, Daniel Lichard e ad altri. Nell'anno scolastico 1832-1833 fu vicepresidente e bibliotecario della Società. Dopo gli studi di teologia trovò lavoro come precettore a Záriečie. Nel 1835 e nel 1836 studiò a Berlino, poi tornò dai genitori a Uhrovec e dal 1838 fu cappellano a Vrbové.
Nel 1839 divenne professore e rettore del ginnasio evangelico di Modra, in cui nel 1843 accolse alcuni studenti, che avevano abbandonato il liceo di Presburgo come protesta per il licenziamento di suo fratello Ľudovít, che era professore. Dal 1846 fu parroco di Modra e affidò il suo posto di professore a Ján Kalinčiak. A Modra riuscì a fondare una biblioteca, nonostante per la penuria di fondi fosse costretto a chiedere agli autori copie omaggio dei loro libri. Questa biblioteca oggi è parte del Museo della storia della letteratura di Modra, intitolato a Ľudovít Štúr.
Non fu direttamente coinvolto nell'Insurrezione slovacca del 1848-1849, ma fu spesso perseguitato per l'attività del fratello. Insieme lottarono contro l'imposizione della lingua ungherese nelle chiese e nelle scuole perpetrata dal conte Károly Zay. Morì nel 1851, lasciando vedova Rosina Emreszová, da cui aveva avuto sette figli, di cui si prese cura il fratello Ľudovít.
È sepolto accanto al fratello al cimitero di Modra.

## Attività poetica
Incominciò a scrivere poesie da studente, ispirato dalla sua passione per la cultura classica. Scriveva le sue poesie in ceco. Le sue opere comprendono un'elegia in versi per la morte del professor S. Zsigmondy, un'elegia in morte di Karel Hynek Mácha, ma anche diversi brani di prosa di argomento didattico. Pubblicò i suoi versi sull'almanacco Plody e su diverse riviste. Superò i sentimenti di afflizione incoraggiando nelle sue opere il lavoro attivo, ma anche guidato da ideali slavi sempre più nitidi. Tradusse dal greco opere di Platone e Aristofane.

### Opere
- 1836 – Starobylí Řekové, pubblicato sull'almanacco Plody
- 1836 – Rozchod Hektora s Andromache, pubblicato sull'almanacco Plody
- 1836 – Mé rozkoše, pubblicato sull'almanacco Plody
- 1836 – Na odcházejícího Sokrata, pubblicato sull'almanacco Plody
- 1844 – Ozvěna Tatry, poema in due parti
  - 1. parte – Zpěvy (lirica): si lamenta delle condizioni degli Slovacchi, dell'arretratezza dello spirito, dell'inconsapevolezza dell'identità nazionale e dei tentativi di magiarizzazione
  - 2. parte – Pověsti (epica): attinge dalle leggende dei castelli slovacchi
- Nad hrobem Homerovým
- Slavěny nářek
- Pouť mladého pěvce, elegia in morte di Karel Hynek Mácha
- Slzba
- Dlhá chvíle